# G'Vaune Amory
G'Vaune Rakeem Amory (Basseterre, San Cristóbal y Nieves, 22 de junio de 1997) es un futbolista sancristobaleño que juega como mediocampista en el Village Superstars FC de la SKNFA Superliga de San Cristóbal y Nieves. Es internacional con la selección de fútbol de San Cristóbal y Nieves.

## Carrera

### Clubes
| Club                  | País                   | Año   |
| --------------------- | ---------------------- | ----- |
| Village Superstars FC | San Cristóbal y Nieves | 2015- |

### Selección nacional
En el nivel juvenil jugó en el Campeonato Sub-20 de CONCACAF 2017, y anotó contra Dominica en las eliminatorias.
Debutó en la categoría absoluta el 7 de junio de 2017 en un partido amistoso contra Georgia en la derrota por 3-0.
El 24 de agosto de 2017, Amory anotó su primer gol con San Cristóbal y Nieves contra India en un partido amistoso en el empate 1-1.
El 8 de septiembre de 2019, Amory anotó un gol en un torneo importante contra la Guayana Francesa que no es miembro de la FIFA en un empate 2-2 en la Liga de Naciones de CONCACAF.

## Premios y reconocimientos

### Club
Village Superstars
- Liga Premier SKNFA 2017-18